# Geomikrobiologie
Geomikrobiologie je kombinací geologie a mikrobiologie. Geomikrobiologii zajímá role mikrobů a mikrobních procesů v geologických a geochemických procesech a naopak. Geomikrobiologie je velmi důležitá při vypořádání se s mikroorganismy v podzemních vodách a veřejných zásobách pitné vody.

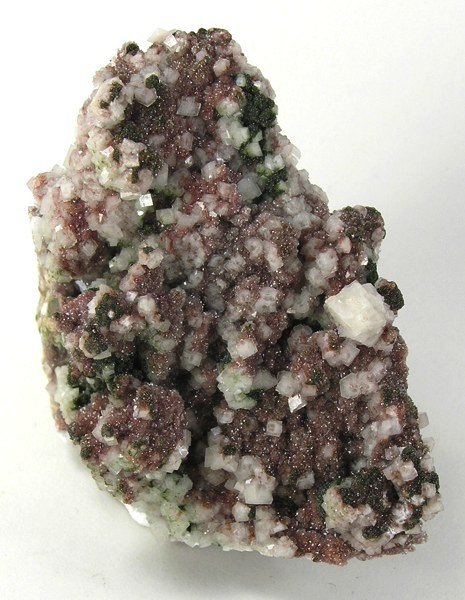
Druh dolomitu z obnoveného dolu Tsumeb se sněžnými kosočtverci z vápníku na lesklém dolomitu se malými kuličkami mechově zeleného mottramitu.

Další oblastí studia geomikrobiologie je studium extrémofilních organismů (mikroorganismy přežívající v prostředí, které je normálně považováno za nehostinné. Mezi takováto prostředí mohou patřit velmi horká prostředí (horké prameny, nebo černí kuřáci na dnech oceánů), extrémně slaná prostředí, nebo dokonce vesmírné prostředí, jako jsou půdy Marsu, nebo komety.

## Výzkum
Nedávná pozorování a výzkum v super slaných lagunách v Brazílii a Austrálii ukázaly, že anaerobní, slanost snižující organismy mohou být přímo spojeny s výrobou dolomitu. Toto naznačuje, že střídání a nahrazení vápencových sedimentů dolomitizací ve starých kamenech mohlo být z části zaviněno předky těchto anaerobních bakterií.
Některé bakterie používají ionty kovů jako zdroj energie. Konvertují (nebo chemicky redukují) rozpuštěné ionty kovů z jednoho elektrického stavu do druhého. Tato redukce uvolňuje energii pro tuto bakterii a jako vedlejší produkt slouží ke koncentraci kovů, které se nakonec stanou ložisky. Věří se, že některé železo, uran a dokonce zlatá ruda byly zformovány jako výsledek činnosti mikrobů.

## Využití

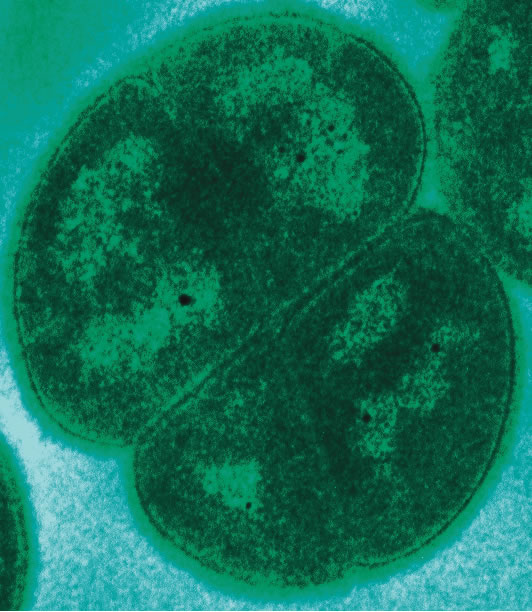
Deinococcus radiodurans pod elektronovým mikroskopem.

Mikroby jsou studovány a používány pro degradaci znečištění z organických a dokonce i nukleárních odpadů (Deinococcus radiodurans) a k asistenci při čištění životního prostředí.(Každopádně by mělo být řečeno, že mikroorganismy nemohou snížit celkovou radioaktivitu nukleárního odpadu.)